# 学校法人杉野学園
学校法人杉野学園（がっこうほうじんすぎのがくえん）は、東京都品川区にある学校法人である。

## 沿革
- 1926年3月 - 杉野芳子が東京府東京市芝区芝にドレスメーカースクール創立
- 1927年11月 - 東京府大崎町に移転し、ドレスメーカー女学院に改名。速成科、研究科、師範科を開設
- 1930年4月 - 洋服本科を開設
- 1935年 - 創立10周年記念ファッションショーを日比谷公会堂で開催
- 1939年6月 - デザイナー養成科を開設
- 1945年 - 第二次世界大戦中の空襲で校舎焼失。一週間後より生徒らの再開を懇請される
- 1946年 - 生徒らから再開懇請を受け本科・研究科・師範科の授業を再開
- 1949年4月 - 通信教育科を開設
- 1950年
  - 4月 - 杉野学園女子短期大学を開学（被服科）
  - 11月 - 杉野学園服飾図書館を開館
- 1951年3月 - 学校法人杉野学園として認可
- 1957年5月 - 杉野学園衣裳博物館を開館
- 1958年4月 - 学院にデザインアート科を開設
- 1961年4月 - 学院にドレスメーカー養成科を開設。ドレメ通信教育講座が文部省認定となる
- 1962年4月 - 短期大学に生活芸術科を増設
- 1964年4月 - 杉野学園女子大学を開学（家政学部被服学科）。杉野学園女子短期大学を杉野学園女子短期大学部に名称変更
- 1966年4月 - 杉野学園女子大学を杉野女子大学に名称変更。杉野学園女子短期大学部を杉野女子大学短期大学部に名称変更
- 1968年4月 - 学院に職業科を開設
- 1970年4月 - 大学家政学部被服学科に被服構成・デザイン、被服テキスタイルデザイン、被服科学、被服芸術論文のコースを開設する
- 1971年4月 - 杉野百草幼稚園（現・杉野幼稚園）を開園
- 1973年
  - 4月 - 大学に学芸員課程を開設
  - 10月 - 学院の職業科を産業教育科と改称
- 1976年4月 - 学院が専修学校制度創設に伴う専門学校（服飾専門課程）として認可
- 1988年8月 - ドレスメーカー女学院をドレスメーカー学院に名称変更
- 1995年4月 - 学院の本科・師範科とドレスメーカー養成科を併せて服飾造形科とする
- 2000年4月 - 学院にファッションビジネス学科を新設。産業教育科をアパレル技術科と改称とし、3年制にする。短期大学にドレスクリエーション、コスチュームクリエーション、アパレルクリエーション、ライフスタイルクリエーションのコースを開設する
- 2001年4月 - 東京都日野市に日野キャンパスを開設、G棟（General Block）竣工。大学の教育課程を改定。1・2年は共通の基礎課程とし、3年次以降に専門課程としてモードクリエーション、先端ファッション表現、感性産業デザイン、アートファブリックデザイン、ファッション文化論の各コースを開設
- 2002年
  - 4月 - 杉野女子大学家政学部被服学科を杉野服飾大学服飾学部服飾学科に、杉野女子大学短期大学部被服科を杉野服飾大学短期大学部服飾学科に名称を変更し、男女共学となる。日野校舎にR棟（Representation Block）竣工。短期大学部のライフスタイルクリエーションコースを廃止。
  - 10月 - 杉野服飾大学付属図書館竣工、開館
- 2003年
  - 3月 - 短期大学部の生活芸術科を閉科
  - 4月 - 大学にファッションビジネス・マネジメントコースを開設
- 2005年4月 - 大学にファッションプロダクトコースデザインコースを開設
- 2007年4月 - 学院に高度アパレル専門科を開設。デザイナー科をアパレルデザイン科と改称
- 2009年4月 - 大学にファッションデザイン専攻科を開設
- 2011年
  - 4月 - 学院のファッションビジネス科をファッションサービス科と改称
  - 12月 - SUGINO HALL竣工
- 2012年4月 - 大学院造形研究科造形専攻（修士課程）を開設
- 2013年4月 - 学院のデザインアート科を募集停止
- 2015年4月 - 大学の教育課程を改定。1年次を初年次教育としてモードテクノロジー系とファッションビジネス系に分け、2年次以降の専門教育課程としてモードクリエーション、インダストリアルパターン、テキスタイルデザイン、ファッションプロダクトデザイン、ファッションビジネスマネージメント、ファッションビジネス流通イノベーションの各コースを開設。ドレメ通信教育講座を募集停止
- 2017年
  - 2月 - 学院のアパレル技術科、高度アパレル専門科が職業実践専門課程に認定
  - 4月 - 学院のファッションサービス科をファッションビジネス科に改称
- 2018年
  - 1月 - ドレメ通信教育講座を廃止
  - 2月 - 学院の服飾造形科、ファッションビジネス科が職業実践専門課程に認定
  - 4月 - 大学の服飾学部に服飾表現学科を開設
- 2023年
  - 3月 - 杉野服飾大学短期大学部閉校
  - 4月 - 大学服飾学部に服飾文化学科を開設

## 運営する学校
- 杉野服飾大学
- ドレスメーカー学院
- 杉野幼稚園

## その他の施設

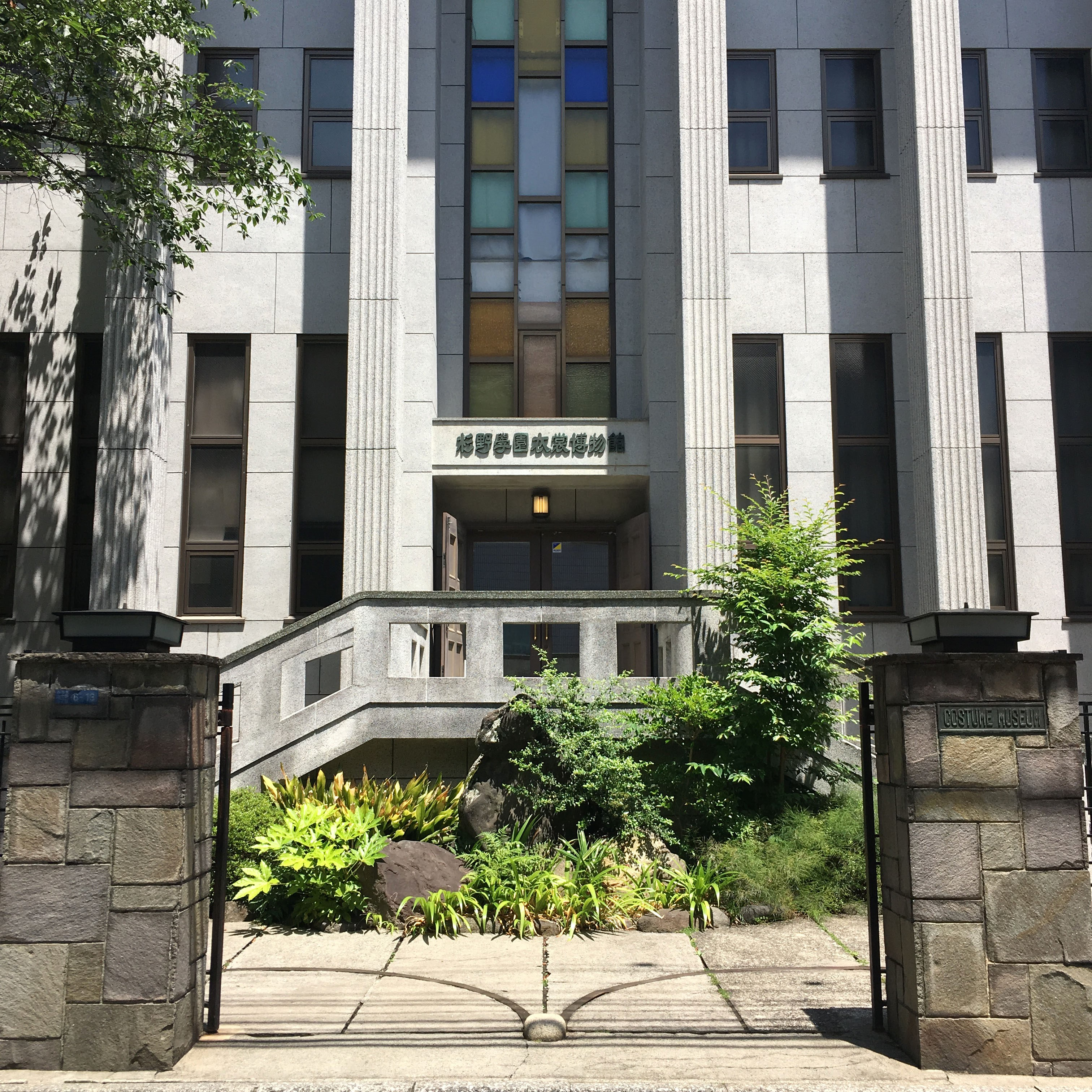
杉野学園衣裳博物館

- 杉野学園衣裳博物館